# MAN
MAN SE је немачка машинско-инжењерска компанија и уједно матична компанија МАН група (енгл. MAN Group) чије се седиште налази у Минхену. MAN је скраћеница од Фабрика машина Аугзбург-Нирнберг. Примарна производња компаније заснована ја на производњи у области аутомобилске индустрије, нарочито возила из категорије тешких камиона и аутобуса. Компанија МАН СЕ је такође у свету позната и по производњи разноврсних врста дизел-мотора за широк спектар примене.
Све до септембра 2012. године компанија МАН СЕ је била међу 30 најбоље рангираних компанија на немачкој берзи. У 2008. години компанија је прославила 250 година постојања, а 51.300 запослених у 120 земаља широм света остварило је приход од око 15 милијарди евра.
Компанија МАН СЕ кроз разне начине партнерства, заједничка улагања или самостално власништво има производне погоне у Индији, Турској, Кини, Сједињеним Америчким Државама, Уједињеним Арапским Емиратима, Јужноафричкој Републици, Узбекистану, Португалу, Аустрији и Немачкој.

## Корпоративни преглед
У оквиру МАН групе тренутно се издвајају три главна производна сектора подељена на основу врсте производње и тржишта за које су намењени производи.
- МАН камиони и аутобуси један је од водећих произвођача камиона и аутобуса у Европи.[8]
- МАН дизел и турбо је светски лидер у изради великих дизел-мотора за бродове, стационарних мотора и турбомашина.[8]
- МАН Латинска Америка је водећи произвођач тешких теретних возила и аутобуса за целу Јужну Америку.[8]

## Историја
Давне 1758. године у граду Оберхаузену започет је рад у железари Свети Антони (St. Antony), као првом предузећу у области тешке индустрије у региону Рура. Већ 1808. године послу се придружују још две железаре, Добра нада (Good Hope) и Нова храна (New food).
Немачки инжењер Лудвинг Сандер 1840. године у Аугзбургу оснива предузеће Sander'sche Maschinenfabrik, које представља прву претечу данашње компаније. Нешто касније предузеће је преименовано у Фабрика машина Аугзбург (Maschinenfabrik Augsburg). 1841. године оснива се компанија Инжењеринг-АГ Нирнберг (Maschinenbau-AG Nürnberg) која ће такође имати великог утицаја на развој данашње компаније.
Компанија Уједињена фабрика машина Аугзбург и инжењеринг Нирнберг А. Г., Аугзбург (Vereinigte Maschinenfabrik Augsburg und Maschinenbaugesellschaft Nürnberg A.G., Augsburg) настаје 1898. године уједнињењем две фабрике: Фабрика машина Аугзбург (Maschinenfabrik Augsburg) и Инжењеринг-АГ Нирнберг (Maschinenbau-AG Nürnberg).
Рудолф Дизел је 1893. године у Аугзбургу успео да у потпуности заврши и функционално оспособи први дизел-мотор шта је имало великог значаја у даљем развоју свих машина у целом свету.
У току 1908. године компанија је још једном преименована, овог пута у Фабрика машина Аугзбург-Нирнберг АГ (Maschinenfabrik Augsburg Nürnberg AG) или скраћено М·А·Н. У наредним годинама компанија је непрестано расла и развијала се. Под вођством Хајнриха фон Буза компанија је прерасла из категорије компанија средње величине са око 400 запослених до велике компаније са око 12.000 запослених крајем 1913. године.
Током дуге историје постојања компанија је била и у тешким тренуцима. Тако је током велике економске кризе 30-их година 20. века број запослених готово преполовљен. Са око 14.000 запослених 1929/30. дошло се до 7.400 запослених 1931/32. године. И док пословни уговори са цивилним сектором пропадају и бивају све ређи, војска постаје главни купац. Са производних трака компаније за војску се испоручују дизел-мотори за тенкове и подморнице, али и цилиндри за пројектиле и артиљерију сваке врсте. Током Другог светског рата запослени у компанији били су мобилисани да праве и делове за ватрена оружја. По завршетку рата, компанија је претрпела значајну реорганизацију и добила нове стратешке циљеве. У годинама које су уследиле посебан акценат је стављен на производњу тачно одређене врсте возила и мотора по чему је компанија и данас позната широм света.
У току 2006. године МАН СЕ је склопио уговор са индијском компанијом Снага мотори (Force Motors) о заједничком улагању у производне погоне из којих ће излазити производи намењени тамошњем тржишту, али и извозу. Обе компаније, потписнице уговора, имале су по 50% удела у власничкој структури. Прва возила напустила су производне погоне већ у току 2007. године, да би 2011. године МАН СЕ откупио удео индијског партнера и на почетку 2012. године постао потпуни власник тамошњег сектора.
МАН СЕ је наставио тренд куповине власништва у другим компанијама, па је тако 2008. године купио део компаније Фолксваген камиони и аутобуси Бразил (VW Truck and Bus Brazil) и преименовао је у МАН Латинска Америка (MAN Latin America). Компанија МАН Латинска Америка има удео од око 30% на тржишту комерцијалних возила у Бразилу.

## МАН камиони и аутобуси
За производњу комерцијалних возила (камиона) и аутобуса задужена је компанија МАН камиони и аутобуси (MAN Truck & Bus), једна од компанија која послује у оквиру МАН СЕ корпорације. Из производних погона компаније МАН камиони и аутобуси излазе камиони различити по намени, носивости, функцији коју могу да обављају. По носивости се производе камиони чија се носивост креће у распону од 7,5 тона до 44 тоне, као и камиони за специјалне терете.
Такође се производе шасије за аутобусе, градски аутобуси, приградски аутобуси и међуградски аутобуси. Поред споменутих комерцијалних возила (камиона) и аутобуса, у производним погонима компаније МАН камиони и аутобуси производе се и дизел-мотори и мотори на природни гас.

## Нове технологије и будућност
Компанија МАН СЕ посебну пажњу посвећује развоју нових технологија за потребе својих производа. Више стотина инжењера запослених у компанији свакодневно ради на развијању технологија које ће производе компаније учинити бољим, ефикаснијим и безбеднијим потенцијалним купцима. Аутоматски систем за одржавање растојања, бочни сензори, камера за вожњу уназад само су део примењене технологије које се уграђују у МАН-ова возила.
Компанија такође води бригу о будућности тиме што константно прати тренд смањења емисије штетних гасова које испуштају возила и мотори произведени на тракама МАН-а. Аеродинамичне кабине и спојлери на њима, аутоматски мењачи, мотори са дуплим квачилом који испуњавају такозвани ЕУРО 6 стандард и још многе ставке део су листе којом МАН јасно ставља до знања да му је и заштита животне средине веома битна.
Да је компанија МАН СЕ заиста посвећена циљу константног напредовања и улагања у нове технологије и будућност говори чињеница да су МАН-ови камиони више пута били награђивани престижном наградом међународни камион године (The International Truck of the Year). МАН-ов дизел-мотор D3876 који се уграђује у камионе, грађевинске и пољопривредне машине добитник је престижне награде Дизел 2016. године (Diesel of the Year 2016).